# Lijst van rivieren in Estland
De rivieren in Estland zijn over het algemeen kort en hebben een laag debiet. Slechts tien rivieren zijn langer dan 100 km. 

## Langste rivieren
| Naam            | Alternatieve naam  | Lengte (km) | Stroomgebied (km²) | Debiet (m³/s) | Monding         |
| --------------- | ------------------ | ----------- | ------------------ | ------------- | --------------- |
| Võhandu         | -                  | 162         | 1420               | -             | Peipsimeer      |
| Pedetsi         | -                  | 159         | 1690               | 44            | Aiviekste       |
| Pärnu           | -                  | 144         | 6910               | 48            | Golf van Riga   |
| Põltsamaa       | -                  | 135         | 1310               | -             | Pedja           |
| Pedja           | -                  | 122         | 2710               | -             | Emajõgi         |
| Kasari          | -                  | 112         | 3210               | 26            | Oostzee         |
| Piusa (rivier)  | -                  | 109         | 796                | 5,5           | Narva           |
| Keila           | -                  | 107         | 682                | 6,4           | Finse Golf      |
| Pirita          | -                  | 105         | 799                | 7,5           | Finse Golf      |
| Emajõgi         | Embach (ook 218km) | 101         | 9960               | 71            | Peipsimeer      |
| Navesti         | -                  | 100         | 3000               | -             | Pärnu           |
| Jägala (rivier) | -                  | 97          | 1570               | -             | Finse Golf      |
| Vigala          | -                  | 95          | 1520               | -             | Kasari (rivier) |
| Ahja            | -                  | 95          | 1073               | -             | Emajõgi         |
| Halliste        | -                  | 86          | 1900               | -             | Navesti         |
| Õhne            | -                  | 86          | 573                | -             | Emajõgi         |
| Valgejõgi       | -                  | 85          | 453                | -             | Finse Golf      |
| Mustjõgi        | -                  | 84          | 1820               | -             | Gauja           |
| Väike-Emajõgi   | -                  | 82          | 1380               | -             | Emajõgi         |
| Sauga           | -                  | 77          | 570                | 5,1           | Pärnu           |
| Narva           | -                  | 77          | 56200              | 415           | Finse Golf      |
| Velise          | -                  | 75,5        | 852                | -             | Kasari          |
| Soodla          | -                  | 75          | 236                | -             | Jägala          |
| Reiu            | -                  | 73          | 917                | -             | Pärnu           |
| Elva            | -                  | 72          | 456                | -             | Emajõgi         |
| Kunda           | -                  | 69          | -                  | -             | Finse Golf      |
| Vääna           | -                  | 64          | 316                | -             | Finse Golf      |

## Alfabetische lijst van rivieren en beken

### A
Aavoja
- Agali (rivier)
- Ahja (rivier)
- Alajõgi
- Alatskivi (rivier)
- Allika (rivier)
- Ambla (rivier)
- Amme (rivier)
- Angerja (beek)
- Anguse (rivier)
- Antsla (rivier)
- Apna (rivier)
- Aruküla (rivier)
- Atla (rivier)
- Avaste (beek)
- Avijõgi

### E
Emajõgi (Embach)
- Elbu (rivier)
- Elva (rivier)
- Enge (rivier)
- Erra (rivier)
- Esna (rivier)

### G
Gorodenka (rivier) (bij Narva)

### H
Häädemeeste (rivier)
- Haavakivi (rivier)
- Halliste (rivier)
- Härjapea (rivier)
- Harku (beek)
- Helme (rivier)
- Hundikuristiku (beek)

### I
Ilmandu (rivier)
- Ilmatsalu (rivier)
- Iskna

### J
Jaama (rivier) (= Struuga (rivier))
- Jägala (rivier)
- Jänijõgi
- Järveotsa (beek)
- Jõelähtme (rivier)
- Jõku

### K
Kääpa (rivier)
- Kaave (rivier)
- Kalli (rivier)
- Kargaja (rivier)
- Kärla (rivier)
- Käru (rivier)
- Kasari (rivier)
- Kata (rivier)
- Katku (beek)
- Kavilda (rivier)
- Keila (rivier)
- Kloostri (rivier)
- Kodila (rivier)
- Kohtla (rivier)
- Kohtra (rivier)
- Kolga (rivier)
- Koosa (rivier)
- Kõpu (rivier)
- Kroodi (beek)
- Kulgu (rivier)
- Kullavere (rivier)
- Kunda (rivier)
- Kurina (rivier)
- Kurna (beek)
- Kuura (rivier)

### L
Laeva (rivier)
- Leisi (rivier)
- Lemmejõgi
- Lemmjõgi
- Liivi (rivier)
- Lintsi (rivier)
- Loo (rivier)
- Loobu (rivier)
- Lõve (rivier)
- Luguse (rivier)
- Lutsu (rivier)
- Luutsna (rivier)

### M
Maadevahe
- Mädajõgi
- Mäetaguse (rivier)
- Mähe (beek)
- Mõra (rivier)
- Mudajõgi
- Munalaskme (beek)
- Mustajõgi
- Mustjõgi (bij Endla)
- Mustjõgi (stroomgebied Gauja)
- Mustjõgi (stroomgebied Jägala)
- Mustjõgi (bij Tallinn)
- Mustoja (Lahemaa)
- Muuga (beek)

### N
Narva (rivier)
- Nasva (rivier)
- Navesti (rivier)
- Nurtu (rivier)
- Nuutri (rivier)

### O
Õhne
- Orajõgi

### P
Paadrema (rivier)
- Pääsküla (rivier)
- Pada (rivier)
- Paltra (rivier)
- Pärlijõgi
- Pärnu (rivier)
- Pede (rivier)
- Pedeli
- Pedetsi
- Pedja
- Peetri (rivier)
- Penijõgi
- Pirita (rivier)
- Piusa (rivier)
- Põduste (rivier)
- Põltsamaa (rivier)
- Poruni (rivier)
- Prandi (rivier)
- Preedi (rivier)
- Pühajõgi (Ida-Virumaa)
- Pühajõgi (Saaremaa)
- Purtse (rivier)

### R
Rannamõisa (rivier)
- Rannapungerja (rivier)
- Räpu (rivier)
- Raudna (rivier)
- Reiu
- Retla (rivier)
- Rõngu (rivier)
- Rõuge (rivier)

### S
Saki (rivier)
- Salajõgi
- Salla (rivier)
- Sämi (rivier)
- Sauga (rivier)
- Selja (rivier)
- Sitapätsi (rivier)
- Sõmeru (rivier)
- Soodla (rivier)
- Sõtke (rivier)
- Struuga (rivier) (= Jaama (rivier))
- Suuremõisa (rivier)

### T
Taebla (rivier)
- Tagajõgi
- Tänassilma (rivier)
- Tarvasjõgi
- Tarvastu (rivier)
- Tatra (rivier)
- Timmkanal
- Tirtsi (rivier)
- Tiskre (beek)
- Toolse (rivier)
- Tori (rivier)
- Tõrvajõgi
- Treppoja
- Tuhala (rivier)
- Tuudi (rivier)

### U
Uhmardu (rivier)
- Ulila
- Umbusi
- Ura

### V
Vääna (rivier)
- Vaemla (rivier)
- Väike-Emajõgi
- Vainupea (rivier)
- Valgejõgi
- Vanajõgi
- Vardi (rivier)
- Vardja (rivier)
- Varsaallika (beek)
- Värska (beek)
- Vasalemma (rivier)
- Velise (rivier)
- Vigala (rivier)
- Vihterpalu (rivier)
- Visela (rivier)
- Vodja (rivier)
- Võhandu (rivier)
- Võhu (rivier)
– Võlupe (rivier)
- Vorsti (rivier)